# Батаев, Адлан (борец)
Адлан Батаев (20 января 1998, Украина) — российский и украинский борец вольного стиля.

## Карьера
По национальности — чеченец. Родился на Украине, где и рос до 2 класса. Борьбой начал заниматься на Украине. Первый тренер — отец. После переезда в Хасавюрт занимался у Мусы Сайдулбаталова и Бадрудина Гереева. В январе 2016 года стал победителем молодёжного первенства Дагестана, где он пять схваток завершил досрочно, три из них на туше, и лишь в финале он провел на ковре все шесть минут, одолев со счетом 8:2 махачкалинца Арсена Шейхахмедова. С 2017 года выступает за Украину. В июне 2017 года стал серебряным призёром чемпионата Украины, проиграв в финале Василию Михайлову. В декабре 2017 года стал финалистом Кубка Украины, уступив Рустаму Дудаеву. В августе 2018 года стал бронзовым призёром чемпионата Европы среди юниоров. В сентябре 2018 года завоевал бронзовую медаль на чемпионате мира среди юниоров. В марте 2019 года стал бронзовым призёром чемпионате Европы до 23 лет. В сентябре 2020 стал серебряным призёром чемпионата Украины U23. В октябре 2020 года одержал победу на открытом Кубке Украины Киеве.

## Спортивные результаты
- Чемпионат Украины по вольной борьбе 2017 — ;
- Чемпионат Европы среди юниоров 2018 — ;
- Чемпионат мира среди юниоров 2018 — ;
- Чемпионат Европы по борьбе U23 2018 — ;